# Gaborone International Meet 2022
Das Gaborone International Meet 2022 war eine Leichtathletik-Veranstaltung, die am 30. April 2022 im Botswana National Stadium in der botswanischenischen Hauptstadt Gaborone stattfand. Sie war Teil der World Athletics Continental Tour und zählte zu den Bronze-Meetings.

## Resultate

### Männer

#### 100 m
| Platz | Athlet              | Land | Zeit (s)       |
| ----- | ------------------- | ---- | -------------- |
| 1     | Letsile Tebogo      | BOT  | 09,96 WU20R NR |
| 2     | Benjamin Richardson | RSA  | 10,08          |
| 3     | Henricho Bruintjies | RSA  | 10,16          |
| 4     | Stephen Abosi       | BOT  | 10,28          |
| 5     | Solomon Bockarie    | NED  | 10,30          |
| 6     | Ngoni Makusha       | ZIM  | 10,30          |
| 7     | Gift Leotlela       | GAM  | 10,30          |
| 8     | Kakene Sitali       | ZAM  | 10,35          |

Wind: +1,9 m/s

#### 200 m
| Platz | Athlet             | Land | Zeit (s) |
| ----- | ------------------ | ---- | -------- |
| 1     | Clarence Munyai    | RSA  | 20,44    |
| 2     | Solomon Bockarie   | NED  | 20,60    |
| 3     | Isaac Makwala      | BOT  | 20,65    |
| 4     | Theodore Young     | RSA  | 20,75    |
| 5     | Sibusiso Matsenjwa | SWZ  | 20,87    |
| 6     | Sydney Siame       | ZAM  | 21,20    |
| 7     | Gideon Narib       | NAM  | 21,47    |
| 8     | Jostine Alvine     | MAS  | 22,07    |

Wind: +0,0 m/s

#### 400 m
| Platz | Athlet                | Land | Zeit (s) |
| ----- | --------------------- | ---- | -------- |
| 1     | Leungo Scotch         | BOT  | 45,88    |
| 2     | Bayapo Ndori          | BOT  | 46,33    |
| 3     | Muzala Samukonga      | ZAM  | 46,65    |
| 4     | Kennedy Luchembe      | ZAM  | 46,85    |
| 5     | Keitumetse Maitseo    | BOT  | 47,08    |
| 6     | Patrick Kakozi Nyambe | ZAM  | 47,40    |
| 7     | Oscar Mavundla        | RSA  | 50,42    |
|       | Zibane Ngozi          | BOT  | DNF      |

#### 800 m
| Platz | Athlet                    | Land | Zeit (min) |
| ----- | ------------------------- | ---- | ---------- |
| 1     | Tshepo Tshite             | RSA  | 1:45,85    |
| 2     | Ferguson Cheruiyot Rotich | KEN  | 1:46,63    |
| 3     | Cornelius Tuwei           | KEN  | 1:46,77    |
| 4     | Tshepiso Masalela         | BOT  | 1:46,90    |
| 5     | Kabelo Mohlosi            | RSA  | 1:47,49    |
| 6     | David Dam                 | NAM  | 1:48,63    |
| 7     | Itumeleng James           | BOT  | 1:49,57    |
| 8     | Gorata Gabanketse         | BOT  | 1:49,67    |
| 9     | Elvis Mokhonoana          | RSA  | 1:51,72    |
| 10    | Alex Akim Modumo          | BOT  | 1:53,51    |
| 11    | Joel Thabo Semenya        | RSA  | 1:55,19    |

#### 3000 m Hindernis
| Platz | Athlet              | Land | Zeit (min) |
| ----- | ------------------- | ---- | ---------- |
| 1     | John Koech          | BHR  | 8:43,73    |
| 2     | Sesebo Matlapeng    | BOT  | 9:16,23    |
| 3     | Lopang Oontse       | BOT  | 9:24,03    |
| 4     | Thapelo Galeboe     | BOT  | 9:25,77    |
| 5     | Amantle Kekganetswe | BOT  | 9:53,16    |

#### Weitsprung
| Platz       | Athletin                | Land | Weite (m) |
| ----------- | ----------------------- | ---- | --------- |
| 1           | Thalosang Tshireletso   | BOT  | 8,04 PB   |
| 2           | Chenault Coetzee        | NAM  | 7,48      |
| 3           | Norman Chibane          | BOT  | 7,32      |
| 4           | Sandro Diergaardt       | NAM  | 7,24      |
| 5           | Zarck Visser            | RSA  | 7,19      |
| 6           | Thapelo Monaiwa         | BOT  | 7,19      |
| 7           | Tshireletso Pushudi     | BOT  | 7,13      |
| 8           | Tsame Lelelonyane Haleb | BOT  | 7,06      |
|             | Mohammad Amin al-Salami | SYR  | NM        |
| Mark Gaines | RSA                     | NM   |           |

#### Speerwurf
| Platz | Athlet         | Land | Weite (m) |
| ----- | -------------- | ---- | --------- |
| 1     | Tshenolo Manji | BOT  | 53,22     |

### Frauen

#### 100 m
| Platz | Athletin             | Land | Zeit (s)       |
| ----- | -------------------- | ---- | -------------- |
| 1     | Christine Mboma      | NAM  | 10,97 AU20R NR |
| 2     | Tsaone Sebele        | BOT  | 11,25          |
| 3     | Quincy Malekani      | ZAM  | 11,39          |
| 4     | Boitshepiso Kelapile | BOT  | 11,90          |
| 5     | Michelle Zuze        | ZIM  | 12,12          |
| 6     | Beatrice Masilingi   | NAM  | 13,12          |
|       | Boipelo Tshemese     | RSA  | DNF            |

Wind: +1,6 m/s

#### 200 m
| Platz | Athletin          | Land | Zeit (s) |
| ----- | ----------------- | ---- | -------- |
| 1     | Christine Mboma   | NAM  | 21,87 WL |
| 2     | Rhoda Njobvu      | ZAM  | 23,11    |
| 3     | Shirley Nekhubui  | RSA  | 23,39    |
| 4     | Lumeka Katundu    | ZAM  | 23,41    |
| 5     | Loungo Matlhaku   | BOT  | 23,97    |
| 6     | Bongiwe Mahlalela | SWZ  | 24,29    |

Wind: +0,6 m/s

#### 400 m
| Platz | Athletin              | Land | Zeit (s) |
| ----- | --------------------- | ---- | -------- |
| 1     | Niddy Mingilishi      | ZAM  | 53,03    |
| 2     | Christine Botlogetswe | BOT  | 53,66    |
| 3     | Lydia Jele            | BOT  | 54,00    |
| 4     | Kirsten Ahrens        | RSA  | 55,09    |
| 5     | Motlatsi Rante        | BOT  | 55,59    |
| 6     | Boitumelo Seleka      | RSA  | 55,93    |
| 7     | Mamakoli Senauoane    | LES  | 58,50    |
| 8     | Haingura Innocentia   | NAM  | 60,98    |

#### 1500 m
| Platz | Athletin            | Land | Zeit (min) |
| ----- | ------------------- | ---- | ---------- |
| 1     | Prudence Sekgodiso  | RSA  | 4:09,88    |
| 2     | Josephine Kiplangat | KEN  | 4:10,66    |
| 3     | Oratile Nowe        | BOT  | 4:30,03    |
| 4     | Saara Shikongo      | NAM  | 4:39,72    |
| 5     | Frans Nyanyukweni   | NAM  | 4:43,52    |
| 6     | Gaone Bathoeng      | BOT  | 4:51,73    |
| 7     | Bakha Boikhusto     | BOT  | 4:56,43    |
| 8     | Kenewang Segolame   | BOT  | 5:10,44    |
|       | Olebogeng Segolame  | BOT  | DNF        |